# Urotheca myersi
Urotheca myersi — вид змій родини полозових (Colubridae). Мешкає в Коста-Риці. Вид названий на честь американського герпетолога Чарлза Майєрса.

## Поширення і екологія
Urotheca myersi мешкають на тихоокеанських схилах гірського хребта Кордильєра-де-Таламанка на території Коста-Рики, можливо, також на території західної Панами. Вони живуть у вологих гірських тропічних лісах, на висоті від 1500 до 2255 м над рівнем моря. Живляться жабами і саламандрами.